# Königshymne (Afghanistan)
Afghanistan führte 1926 eine Königshymne als erste Nationalhymne des Landes ein. Sie wurde bei Staatsbesuchen des damaligen Königs Amanullah Khan im Ausland gespielt. Es daher schwer zu sagen, ob es sich bereits um eine Nationalhymne im heutigen Sinn handelte. Sie hatte weder einen eigenen Titel noch einen Text. 1943 wurde sie durch eine neue Königshymne, Schahe ghajur-o-mehrabane ma ersetzt.